# Кампу-Верди
Кампу-Верди (порт. Campo Verde)  —  муниципалитет в Бразилии, входит в штат Мату-Гросу. Составная часть мезорегиона Юго-восток штата Мату-Гроссу. Входит в экономико-статистический  микрорегион Примавера-ду-Лести. Население составляет 25 533 человека на 2006 год. Занимает площадь 4 794,555км². Плотность населения - 5,3 чел./км².

## Статистика
- Валовой внутренний продукт на 2003 составляет 481.833.772,00 реалов (данные: Бразильский институт географии и статистики).
- Валовой внутренний продукт на душу населения на 2003 составляет 22.182,85 реалов (данные: Бразильский институт географии и статистики).
- Индекс развития человеческого потенциала на 2000 составляет 0,800 (данные: Программа развития ООН).